# Gare de la Grande-Chaloupe
La gare de la Grande-Chaloupe est une ancienne gare ferroviaire de l'île de La Réunion, département d'outre-mer français dans le sud-ouest de l'océan Indien. Située à La Grande Chaloupe sur le territoire communal de Saint-Denis, elle servait autrefois à l'unique ligne du chemin de fer de La Réunion. Elle fait l'objet d'une inscription au titre des monuments historiques depuis le 22 octobre 1998,.